# تسوتومو کاواساکی
تسوتومو کاواساکی (انگلیسی: Tsutomu Kawasaki؛ زادهٔ ۱۳ ژوئن ۱۹۶۹) اسکیت‌باز سرعت اهل ژاپن است.